# Шоу наказа 2
Шоу наказа 2 (енгл. Creepshow 2) је америчка филмска хорор антологија из 1987. године, редитеља Мајкла Горника и сценаристе Џорџа Ромера са Џорџом Кенедијем, Дороти Ламур, Лоис Чајлс и Томом Савинијем у ансамблски подељеним главним улогама. Представља наставак филма Шоу наказа (1982) и рађен је по причама Стивена Кинга.
За разлику од првог филма, који је сачињен из пет прича, Шоу наказа 2 се састоји из три, а то су: „Стари шеф Дрвеноглави”, „Сплав” и „Аутостопер”. Према оригиналном плану, у филму је требало да буду обрађене још две приче, „Обори чуњеве” и „Мачка из пакла”, али се од њих одустало због недовољног буџета. „Мачка из пакла” је касније ипак обрађена у другој антологији, Приче са мрачне стране (1990).
Шоу наказа 2 је последњи филм у коме се појављује Дороти Ламур, која је преминула 1996. За улогу Марте Спрус у овом филму била је номинована за Награду Сатурн за најбољу споредну женску улогу.
Филм није успео да понови успех свог претходника, добивши осредње киртике и остваривши зараду од 14 милиона долара. Године 2006. снимљен је нов наставак под насловом Шоу наказа 3.

## Радња
Слично почетку претходног дела, мали дечак по имену Били чита ново издање стрипа Шоу наказа, у коме су три приче: „Стари шеф Дрвеноглави”, „Сплав” и „Аутостопер”. Остатак филма прати дешавање из ове три приче...

## Улоге
| Глумац          | Улога           |
| --------------- | --------------- |
| Џорџ Кенеди     | Реј Спрус       |
| Дороти Ламур    | Марта Спрус     |
| Лоис Чајлс      | Ени Лансинг     |
| Том Савини      | „Наказа”        |
| Доменик Џон     | Били            |
| Том Рајт        | аутостопер      |
| Пол Сатерфилд   | Дик             |
| Џереми Грин     | Лаверни         |
| Данијел Бир     | Ренди           |
| Пејџ Хана       | Рејчел          |
| Филип Дор       | Керли           |
| Франк Салседо   | Бен Вајтмун     |
| Холт Макалани   | Сем Вајтмун     |
| Дејвид Холбрук  | Фацо Грибенс    |
| Стивен Кинг     | возач камиона   |
| Дејвид Бикрофт  | Енин љубавник   |
| Ричард Паркс    | Џорџ Лансинг    |
| Дон Харви       | Енди Кавено     |
| Вил Сампсон     | Луис Вајтмун    |
| Дин Смит        | господин Кавано |
| Ширли Сондергер | госпођа Кавано  |
| Ден Камин       | Дрвеноглави     |